# احمد کور مکریانی
احمد کور مکریانی یا شیخ احمدکور (۱۲۲۶ اشنویه - درگذشته در سال ۱۲۸۶ شمسی در بوکان) عارف کُرد، شاعر و از مریدان مولانا خالد شهرزوری بود.

## زندگی‌نامه
شیخ احمد از مریدان مولانا خالد شهرزوری است، و با وصف اینکه کور مادرزاد و از هر دو چشم نابینا بود در اشعارش اقتباسات بسیاری از قرآن و حدیث و کلام عرفان و ادباء و از اشعار حافظ شیرازی درج شده‌است.
شیخ احمد اصالتاً از کردهای منطقه اشنویه و در روستای شیوه سماق که تقریباً سه کیلومتر از شهر اشنویه فاصله دارد،و در شمال شرقی آن واقع گردیده او به دلایل نامعلوی ناگزیر به ترک روستای خود شده و عازم منطقه مکریان شده و در روستای انبار بوکان ساکن شد. هرچند اطلاعات دقیقی از تاریخ تولد و مرگ احمدمکریانی در دسترس نیست اما زمان مرگ او اواسط و برخی اواخر دوره قاجار ذکر کرده‌اند.